# Don Domansky
Don Domansky, właśc. Bohdan Domansky (ur. 11 sierpnia 1946 w Ulm) –  kanadyjski lekkoatleta, sprinter, medalista igrzysk panamerykańskich i igrzysk Imperium Brytyjskiego i Wspólnoty Brytyjskiej, dwukrotny olimpijczyk.
Zdobył srebrny medal w sztafecie 4 × 440 jardów (która biegła w składzie: Ross MacKenzie, Brian MacLaren, Domansky  i Bill Crothers) oraz brązowy medal w biegu na 440 jardów (przegrywając jedynie z reprezentantami Trynidadu i Tobago Wendellem Mottleyem i Kentem Bernardem), a także zajął 5. miejsca w biegu na 220 jardów i w sztafecie 4 × 110 jardów na igrzyskach Imperium Brytyjskiego i Wspólnoty Brytyjskiej w 1966 w Kingston. Na igrzyskach panamerykańskich w 1967 w Winnipeg zdobył brązowy medal w biegu na 400 metrów (za Amerykanami Lee Evansem i Vincentem Matthewsem), a także zakwalifikował się do finału biegu na 200 metrów, w którym nie wystąpił. Odpadł w eliminacjach biegu na 400 metrów na igrzyskach olimpijskich w 1968 w Meksyku, a także w ćwierćfinałach biegu na 100 metrów i biegu na 200 metrów na igrzyskach Brytyjskiej Wspólnoty Narodów w 1970 w Edynburgu.
Zdobył brązowy medal w sztafecie 4 × 400 metrów (w składzie: Glenn Bogue, Randy Jackson, Brian Saunders i Domansky) na igrzyskach panamerykańskich w 1975 w Meksyku. Zajął 4. miejsce w tej konkurencji oraz odpadł w eliminacjach biegu na 400 metrów na igrzyskach olimpijskich w 1976 w Montrealu.
Domansky był mistrzem Kanady w biegu na 200 metrów w 1967 oraz w biegu na 400 metrów w 1967 i 1968,  wicemistrzem w biegu na 220 jardów w 1966 oraz brązowym medalistą w biegu na 220 jardów w 1964 i w biegu na 440 jardów w 1966.
Ustanowił rekord Kanady w biegu na 400 metrów czasem 45,80 s uzyskanym 30 lipca 1967 w Winnipeg oraz w sztafecie 4 × 100 metrów czasem 40,4 s, osiągniętym 13 sierpnia 1966 w Kingston. Dwukrotnie poprawiał rekord swego kraju w sztafecie 4 × 400 metrów (do wyniku 3:02,64 uzyskanego 31 lipca 1976 w Montrealu).